# Damien Hirst
Damien Hirst (ur. 7 czerwca 1965 w Bristolu) – angielski artysta awangardowy, laureat nagrody Turnera (1995).

## Życiorys
Dzieciństwo spędził w Leeds, wychowywała go matka, ojciec, mechanik samochodowy, pozostawił rodzinę gdy Hirst miał 12 lat. Jako nastolatek był dwukrotnie aresztowany za kradzieże w sklepach. Uczęszczał do Leeds College of Art and Design, a następnie przez dwa lata pracował na budowach w Londynie.
W 1986 podjął studia na kierunku Sztuk Pięknych na Goldsmiths, University of London. W trakcie studiów przez pewien czas pracował w kostnicy, co wpłynęło na jego dalszą twórczość.
W lipcu 1988, na drugim roku studiów, Hirst wraz z 15 innymi studentami zorganizował niezależną wystawę w halach londyńskich doków. Wystawa ta zatytułowana "Freeze" ("Zamrożeni") uważana jest za początek nurtu YBA's (Young British Artists). Hirst wystawiał tam asamblaże z kolorowych kartonów. W latach 90. głównym mecenasem i promotorem grupy YBA's był Charles Saatchi.

## Twórczość
Do najbardziej znanych prac Hirsta należy cykl Natural History, w skład którego wchodzą martwe wypreparowane zwierzęta (m.in. krowa, owca i rekin) zanurzone w formalinie i umieszczone w szklanych gablotach. W skład cyklu wchodzi m.in. Fizyczna niemożliwość śmierci w umyśle istoty żyjącej (The Physical Impossibility of Death in the Mind of Someone Living), przedstawiająca żarłacza tygrysiego o długości 14 stóp (ponad 4 m). Została ona sprzedana w 2004 za 8 mln USD.
W czerwcu 2007 w galerii White Cube w Londynie została wystawiona praca Hirsta zatytułowana Na miłość boską (For the Love of God). Przedstawia ona wykonaną z platyny ludzką czaszkę inkrustowaną diamentami. Inspiracją dla Hirsta była inkrustowana turkusami czaszka aztecka, którą widział w British Museum. Aby wykonać Na miłość boską Hirst kupił autentyczną XVIII-wieczną czaszkę ludzką, na jej podstawie wykonał odlew, ponawiercał w nim otwory, w których osadził 8601 diamentów. Wszystkie diamenty ważą 1106 karatów, a największy z nich (różowy, w kształcie gruszki) 52 karaty.
Nazwa rzeźby pochodzi od wypowiedzi matki Hirsta, która oglądając jedną z jego poprzednich prac miała powiedzieć: Na miłość boską, co wymyślisz następnym razem? Wykonanie rzeźby kosztowało 14 mln funtów szterlingów i może zostać uznana za najdroższe dzieło sztuki w historii.